# Beeld van Jacoba van Tongeren
Het beeld van Jacoba van Tongeren is een standbeeld van Jacoba van Tongeren, gemaakt door Fabio Pravisani, ter herinnering aan Van Tongeren en de door haar geleide verzetsorganisatie Groep 2000. Het beeld staat in het plantsoen van de Antillenstraat, in de wijk de Baarsjes in Amsterdam-West, nabij de plek waar Van Tongeren in de begintijd van de Duitse bezetting van Nederland woonde (Antillenstraat 45, 1 hoog; om de hoek bij het beeld).
Op de sokkel zijn drie plaquettes aangebracht. Op de voorkant een korte omschrijving van haar verzetswerk; links en rechts een lijst van leden van Groep 2000. In het beeld is een "codeboekje" verwerkt; het beeld is gesigneerd. 
Het beeld werd op 10 oktober 2021 officieel onthuld. Bij deze gelegenheid spraken onder meer Femke Halsema, burgemeester van Amsterdam; Karel Baracs, verhalenverteller; Job Cohen, voorzitter van het Amsterdams 4-en5-mei-comité'; Paul van Tongeren, neef van Jacoba; en Sam Ghilane, actrice.

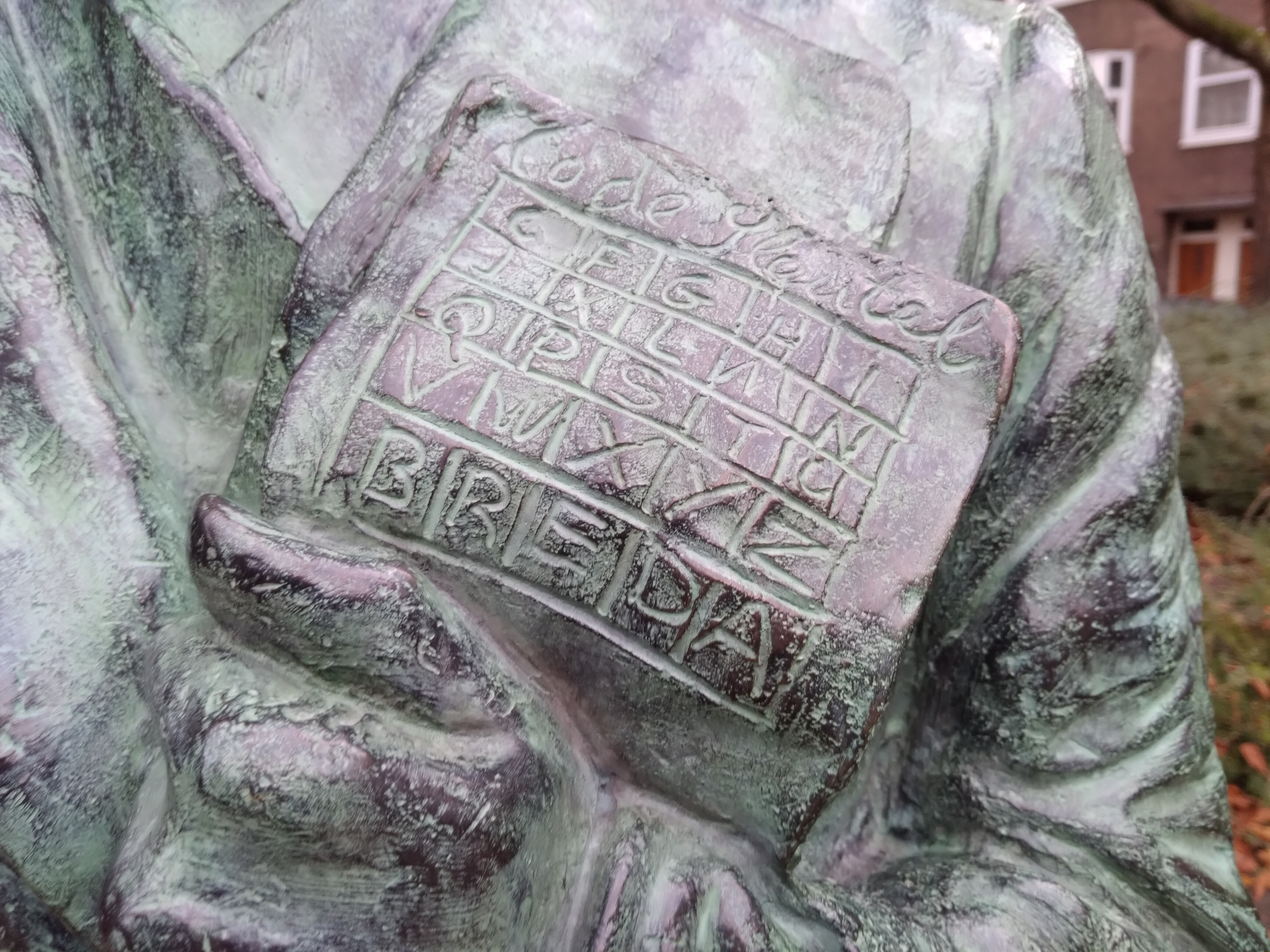
”Codeboekje” (oktober 2021)

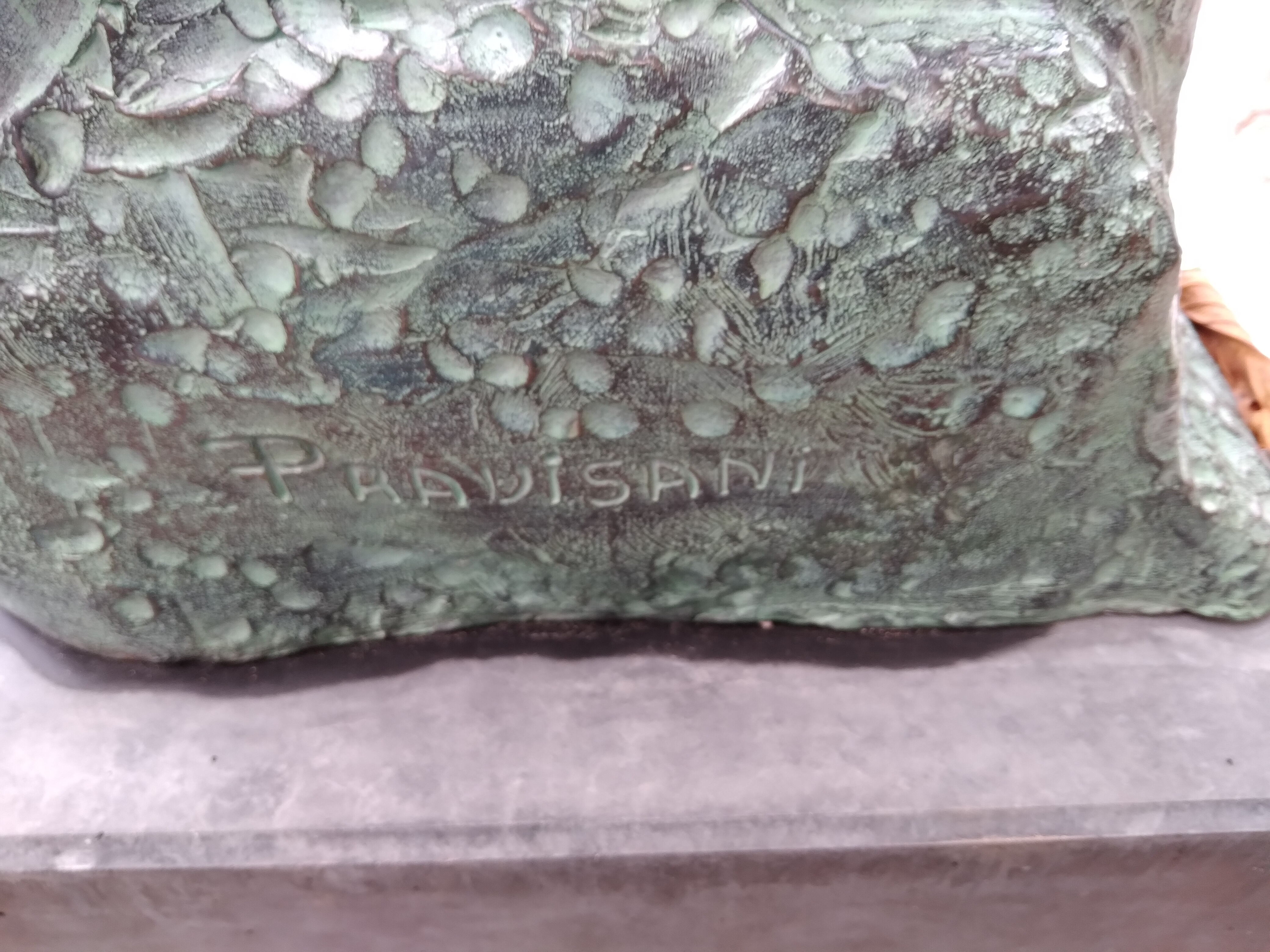
Signatuur Pravisani (oktober 2021)